# Peromyscus eva
Peromyscus eva é uma espécie de roedor da família Cricetidae, endêmica do México.